# Laika de Siberia Occidental
El Laika de Siberia occidental es una raza de perro de caza de origen ruso.
Publicaciones rusas indican que el término se aplica de una forma muy amplia a perros cazadores con origen en los cazadores de las etnias  Mansi y Janty o Khanty de la región de los Urales y la Llanura de Siberia Occidental, aunque no existe registro ni estándares hasta 1930.
Después, la Segunda Guerra Mundial rompe la selección hasta 1946, momento en el que empieza a fraguarse la forma actual. Antes de esto, los cazadores hablaban de Laika Mansi (para hablar de la Laika de Siberia occidental) y Laika Janty. Aún a principios de los años 1960 muchos cazadores en los Urales preferían el antiguo término.
En ruso, el término Laika se origina desde la palabra layat, que significa ladrar, de forma que Laika significa simplemente "perro que ladra". Cualquier Laika cazador es un perro de muestra ladrador. Se trata de un perro versátil dependiendo del uso y el ambiente, aunque en algunas regiones del país lo han especializado en un ámbito concreto.